# Kočičí orgie
Kočičí orgie (v anglickém originále Cat Orgy) je sedmý díl třetí řady amerického komediálního animovaného televizního seriálu Městečko South Park. 

## Děj
Shelley hlídá Erica, zatímco je jeho matka na zábavním večírku. Pozve si do Ericova domu svého přítele Skylera. Ten ji chce líbat, ale Shelley mu to nedovolí, a tak se s ní rozejde. Eric, který usiloval o zdokumentování, že si Shelley přivedla kluka, aby ho už nehlídala, se nad ní smiluje a pomůže jí se pomstít. Vejdou do Skylerova bytu a rozbijí mu kytaru. Zatímco byli pryč, Ericova kočka pozvala mnoho koček do jeho domu, kde začaly pořádat orgie. Ericovi a Shelley se je podaří dostat ven, ale nestihnou uklidit. Když domů přichází Liane, je tak unavená, že si okamžitě lehá na gauč a nevšimne si nepořádku.